# Банлок
Комуна Банлок (рум. Banloc, нім. Banlok, угор. Bánlak) — комуна в Румунії, у жудці Тіміш, на кордоні з Сербією.
Адміністративний центр — село Банлок. До комуни належать 6 поселень: Банлок (1594 чол.), Лівезіл (1069), Долат (567), Сока (534), Партош (406), Офсеніца (373)

## Населення
За даними перепису 2002 року, у населенні були присутні такі етнічні групи:
- румуни — 3421;
- українці — 312 (переважно в селі Сока[2]);
- цигани — 290;
- угорці — 230;
- серби — 189;
- німці — 74;
- інші — 8;